# São Vicente e Granadinas nos Jogos Pan-Americanos de 1999
São Vicente e Granadinas nos Jogos Pan-Americanos de 1999 competiram pela 3ª vez como uma nação independente, porém não conseguiram obter nenhuma medalha.